# Волков, Александр Александрович (генерал-лейтенант)
Алекса́ндр Алекса́ндрович Во́лков (1779—1833) — генерал-лейтенант из рода Волковых. В 1806—1816 гг. московский полицмейстер, в 1816—1821 гг. московский комендант, с 1826 г. начальник 2-го (Московского) округа Корпуса жандармов.

## Жизнь и служба
Родился в семье драматурга Александра Андреевича Волкова и Екатерины Даниловны, урождённой Канищевой. Сёстры Волкова, Мария (замужем за членом Государственного совета Российской империи П. И. Озеровым) и Прасковья (замужем за генерал-майором И. И. Миллером), были фрейлинами.
Первоначальным воспитанием его занимался вице-адмирал С. И. Плещеев, после обучался в частном пансионе в Санкт-Петербурге вместе с А. Х. Бенкендорфом, который помогал ему продвигаться по службе. По окончании учёбы был записан в лейб-гвардии Семёновский полк сержантом, явился в строй в 1796 году и был произведён в первый офицерский чин, впоследствии в полку командовал ротой.
При восшествии на престол император Александр I пожаловал Волкову орден св. Анны 4-й степени. В кампании 1805 года против французов в Австрии Волков, в чине штабс-капитана, принял участие в Аустерлицком сражении, в нём получил картечную рану в ногу и был захвачен в плен, из которого спустя пять недель был обменян. 19 июня 1806 года он был награждён золотой шпагой с надписью «За храбрость».
Рана не давала возможности продолжать Волкову службу в строю и он в 1806 году, по ходатайству министра внутренних дел князя В. П. Кочубея, был произведён в полковники и назначен полицмейстером в Москву, где и находился во время драматических событий 1812 года.
В начале 1816 года расстроенное здоровье вынудило Волкова попросить увольнения от должности и он был отправлен в отставку с производством в генерал-майоры. Однако в том же году император Александр I назначил Волкова московским комендантом. Через три месяца Волков был награждён орденом св. Анны 1-й степени. На этой должности Волков прославился своей благотворительной деятельностью. По словам его биографа, Волков пожертвовал на Московское Военно-сиротское отделение до 70 тысяч рублей.
В 1821 году Волков снова вышел в отставку и совершил путешествие по Европе. Узнав о том, что Волков с семьёй едет в Париж, А. Я. Булгаков писал брату:

Этот Сашка — большой плут, и кого это он обманывает? Я ему предвестил, что цель его — Париж, но он с притворным видом отвечал, щупая больное своё сердце: «С моими ли годами, недугами, скудностью и семьею ехать в Париж!» Вот тебе старость, вот тебе бедность! Да и умно делает. Славно может прожить в Париже и славное дать воспитание детям: там хоть кого выучат петь и танцевать.
В 1826 году, после учреждения Отдельного Жандармского корпуса, Волкову по рекомендации Бенкендорфа был предоставлен в управление 2-й (Московский) округ этого корпуса. На этой должности Волков был награждён орденом св. Владимира 2-й степени и 6 декабря 1828 года произведён в генерал-лейтенанты.
25 декабря 1828 года Волкову, за беспорочную выслугу 25 лет в офицерских чинах, был пожалован орден св. Георгия 4-й степени (№ 4192 по кавалерскому списку Григоровича — Степанова).
В 1829 году Волков тяжело заболел и окончательно вышел в отставку. Скончался в умопомешательстве в Москве 16 июня 1833 года, похоронен на кладбище Симонова монастыря.

## Семья
С ноября 1804 года был женат на Софье Александровне Римской-Корсаковой (21.10.1787—1868), дочери камергера Александра Яковлевича Римского-Корсакова от брака его с Марией Ивановной Наумовой (1764—1832), чей дом в Москве славился гостеприимством и хлебосольством. По словам Д. Свербеева, Софья Александровна была «красива, по-московски бойка и по-французски речиста безукоризненно». Обладала красивым голосом и хорошо пела по-итальянски. В последние годы жизни потеряла зрение, «была любезнейшею, приветливою и очаровательною старушкой». Скончалась в Москве, где провела почти всю жизнь. У супругов было четыре сына и пять дочерей:
- Константин Александрович (1805—?), штабс-капитан.
- Варвара Александровна (1806—1875), фрейлина.
- Павел Александрович (27.12.1808[6]—1856), генерал-майор.
- Екатерина Александровна, в старости в Иерусалиме постриглась в монахини.
- Вера Александровна (1813—1891), с 1833 года замужем за генерал-майором Никитой Петровичем Брянчаниновым (1801—1886).
- Арсений Александрович (05.01.1817[7]— ?), губернский секретарь.
- Надежда Александровна (15.12.1818[8]— ?)
- Александр Александрович (1822—1879), штабс-ротмистр.
- Любовь Александровна (1829— ?), с 1850 года замужем за Николаем Алексеевичем Чулковым.